# Carebara termitolestes
Carebara termitolestes  (лат.) — вид очень мелких лестобиотических термитофильных муравьёв из трибы Crematogastrini (ранее в Solenopsidini) подсемейства Myrmicinae (Formicidae). Эндемик Африки.

## Описание
Длина жёлтоватого тела рабочих составляет 1 мм. Голова с боков слегка выпуклая, по заднему краю — вогнутая. Глаза очень мелкие (состоят из 1—2 омматидиев), расположены в одной трети от переднего края. Мандибулы узкие с четырьмя зубцами. Усики короткие, утолщённые, скапус длиной не более двух третей головы; 2—6 членики жгутика усика очень короткие, много шире своей длины, все вместе они короче первого членика. Два апикальных членика образуют крупную булаву. Грудь короткая, почти равна длине головы или меньше её; спереди широкая, узкая сзади. Проподеум гладкий без шипов. Брюшко эллиптическое. Обнаружены в термитниках Acanthotermes militaris (Hagen).
Самки и самцы не найдены. Описанные в 1969 году самцы, оказались принадлежащими к другому виду.

## Систематика
Вид был кратко описан по личинкам и рабочим в 1918 году из Бельгийского Конго (Заир) американским мирмекологом Уильямом Уилером под названием Paedalgus termitolestes Wheeler, W.M. 1918 и более подробно описал в 1922 году. В 2004 году колумбийский энтомолог Ф.Фернандес синонимизировал с родом Carebara несколько других родов, в том числе и Paedalgus с 10 видами. Поэтому данный вид цитируют под названием Carebara termitolestes (Wheeler, 1918). Относят к трибе  Crematogastrini (ранее в Solenopsidini или Pheidologetonini).